# Consejo Regional de Defensa de Aragón
El Consejo Regional de Defensa de Aragón (CRDA), también denominado como Consejo de Aragón, fue una entidad administrativa autónoma existente de 1936 a 1937 dentro del Aragón controlado por la Segunda República española —primero legalizada y luego ilegalizada por esta— en el contexto de la revolución española de 1936 que tuvo lugar al comienzo de la guerra civil española. 
Su control se extendió sobre la mitad oriental de Aragón, la economía se sustentó en las colectividades, motor productivo de la región, así como el intercambio entre ellas y otras regiones. Se controlaba el precio de los productos y se evitó la inflación. Fue el primer gobierno autónomo de Aragón desde 1707, llegando a ser como un Estado dentro del Estado republicano. Constituido en su primera etapa por miembros exclusivamente anarquistas de la Confederación Nacional del Trabajo (octubre a diciembre de 1936) y con representación de todas las fuerzas antifascistas del Frente Popular desde diciembre de 1936 hasta su disolución. Su vida fue efímera puesto que sus actividades duraron menos de un año al ser disuelto por las autoridades republicanas, bajo la influencia comunista, en agosto de 1937. En su corto periodo de existencia se pusieron en marcha medidas económicas y sociales progresistas y revolucionarias, se apoyó y se potenció a las colectividades al mismo tiempo que se luchaba por vencer al enemigo fascista.

## Historia

### Orígenes y creación
Los orígenes del Consejo Regional de Defensa de Aragón se encuentran, por una parte en la tradición anarcosindicalista del campesinado aragonés y de la influencia que CNT gozaba en este territorio. La situación revolucionaria que se desarrolló en tierras aragonesas es previa al paso de las columnas procedentes de Cataluña y Valencia, puesto que en aquellos lugares en los que en Aragón no triunfó el golpe, se constituyeron de forma inmediata y autónoma los comités revolucionarios. La llegada de las columnas de milicianos desde Cataluña fue fundamental a la hora de defender militarmente las conquistas alcanzadas y la creación de los frentes, dado que las milicias obreras se habían hecho con el poder y estaban implantando una revolución social que no destruyó al Estado republicano pero si ocupó el vacío de poder que la rebelión militar había provocado. Lo cierto es que el gobierno central y el gobierno catalán tenían poco margen de actuación en lo que se refiere a la zona de Aragón.
Tras el golpe militar del 18 de julio en Aragón, en octubre de 1936, se fijó una línea divisoria de norte a sur de Aragón que marcó el llamado “Frente de Aragón”; el lado occidental fue ocupado por los sublevados y el oriental por republicanos y anarquistas. Una línea que permaneció más o menos estable hasta finales de 1937 y que iba desde la cuenca del Alfambra y del Aguas Vivas, en el sur, por la Sierra de Alcubierre y los llanos de la Violada hasta el Pirineo, tomando como divisoria la línea del Gállego en su tramo superior. La vida se organizó en retaguardia de este Aragón partido en dos. En las zonas que teóricamente quedaban bajo la jurisdicción de la República, quienes realmente tenían el poder eran las milicias que amparaban a los comités revolucionarios, dominados casi todos ellos por anarquistas al margen del Estado republicano.
El 6 de octubre de 1936 se celebra en Bujaraloz (Zaragoza), sede del Cuartel General de la Columna Durruti, el Pleno Extraordinario de Sindicatos y Columnas del Comité Regional de Aragón, Rioja y Navarra de la Confederación Nacional del Trabajo (CNT). Asistieron 174 representantes de los sindicatos cenetistas de 139 pueblos aragoneses, del Comité Nacional de la CNT y de diferentes columnas confederales (Columna Durruti, Columna Roja y Negra, Columna Los Aguiluchos de la FAI, "Columna Carod-Ferrer"), además de numerosos militantes de la CNT de Cataluña. Estaban presentes los máximos representantes de las columnas, como Buenaventura Durruti, Gregorio Jover, Antonio Ortiz, Cristóbal Aldabaldetrecu, Julián Merino. La convocatoria de esta importante reunión corrió a cargo de Francisco Carreño, Pablo Ruiz y Julián Merino, y el Pleno debía debatir la posición a adoptar sobre una hipotética colaboración con los órganos de gobierno republicanos o sobre la necesidad de crear, en el margen de los gobiernos republicanos, Consejos Regionales de Defensa vinculados de manera federada a un Consejo Nacional de Defensa que ejercería de gobierno central y así poder sustentar de manera segura las conquistas revolucionarias, siguiendo las directivas propuestas del 15 de septiembre de 1936 en Madrid por el Pleno Nacional de Regionales de la Confederación Nacional del Trabajo. El Pleno acuerda la creación del Consejo Regional de Defensa de Aragón, que integra el territorio de Aragón en el que se está implementando el sistema económico y político del anarcocomunismo al paso de las milicias de la CNT —que parten desde el 24 de julio de 1936 desde Valencia y Barcelona— conformando aproximadamente 450 colectividades rurales, la práctica totalidad de ellas en manos de la Confederación Nacional del Trabajo, con un exiguo número (que rondará las 20) a cargo de la UGT. Esta situación no era del agrado tanto para las autoridades republicanas como de la Generalidad, pero en aquel momento no tuvieron posibilidad de evitarlo.
Tenía su sede en Caspe y desde allí ejercía el supremo poder sobre el Aragón revolucionario. Sus líderes pronto declararon "que el Aragón rural se había convertido en la Ucrania española y que no se dejarían avasallar por el militarismo marxista, como le sucediera al anarquismo ruso en 1921", en referencia a la revolución majnovista que declaró en aquel año el denominado «Territorio Libre» de Ucrania. Aunque es cierto que en otras regiones se formaron consejos obreros para otras actividades económicas (principalmente, las enfocadas en producción y racionamiento), en ningún otro sitio llegó a formarse una entidad con tal fuerza e independencia como el CRDA, capaz de rechazar a las autoridades republicanas.

### Una vida efímera

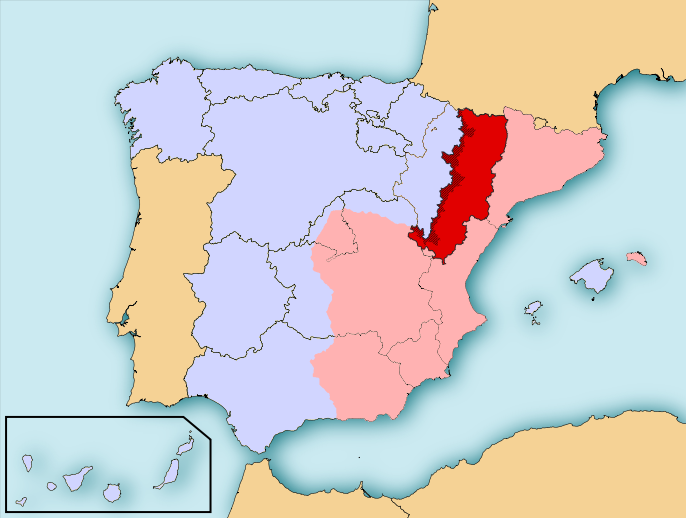
Situación del CRDA (en rojo) como parte de la Segunda República Española (en rosa), durante la guerra civil española.

Mapa de Aragón durante la disputa entre nacionales y republicanos, el Frente de Aragón. En rojo el territorio administrado por el CRDA.

A pesar de su origen revolucionario es inicialmente reconocido el 6 de octubre por decreto del gobierno. Celebra su primera asamblea oficial el 15 de octubre del mismo año, siendo su máximo responsable Joaquín Ascaso, miembro de la CNT y primo de Francisco Ascaso, si bien no es definitivamente legalizado y regulado por el gobierno de la República hasta el 23 de diciembre de 1936, con la condición de que se encuentren representadas en la administración del Consejo los partidos integrantes del Frente Popular por lo que a partir de enero de 1937 el carácter revolucionario del Consejo se verá progresivamente mermado por la presión de los miembros de la coalición gubernamental cuya presencia y número se incrementa gradualmente por estas fechas. Por ejemplo, en el mes de enero las escuelas de Primera enseñanza (que habían quedado bajo el control de comisiones anarcosindicalistas) volvieron a quedar bajo control gubernamental.
Ascaso recibió el nombramiento oficial de delegado gubernamental del Consejo el 19 de enero de 1937. A mediados de febrero de 1937 se celebra un congreso en Caspe con el propósito de crear una Federación de Colectividades regional al que asisten 500 delegados que representan a 80.000 colectivistas del Aragón anarcosindicalista.
En la actualidad es complejo ofrecer cifras de la gestión económica de las colectividades anarquistas, ya que la mayoría de ellas están sesgadas de acuerdo a intereses y simpatías ideológicas. El historiador Hugh Thomas sostiene que la producción de carbón en las minas de Utrillas solo alcanzó la décima parte de las cifras anteriores a la guerra. En cambio, en el documental anarcosindicalista Vivir la utopía se recogen testimonios y datos que afirman que en muchas colectividades la producción aumentó. Aunque muchas de las colectividades habían sido un éxito como comunidades sociales, para los comunistas su contribución a la guerra dejaba bastante que desear. El gobierno republicano ya había intentado establecer una actuación coordinada en este sentido, dadas las necesidades de la industria de guerra. A comienzos del verano de 1937, tras los Sucesos de Mayo, comenzó la confiscación de camiones de alimentos de las colectividades por parte de los carabineros republicanos bajo órdenes gubernamentales.

### Disolución
La independencia con que había actuado el Consejo de Aragón siempre irritó a las autoridades republicanas y después de haber recuperado el control en Cataluña, el gobierno republicano (al igual que los sectores republicanos, socialistas y comunistas) estaba decidido a disolver esta entidad. El 4 de agosto el ministro de Defensa Nacional, Indalecio Prieto, cursó órdenes al Ejército y la 11.ª División al mando del comunista Enrique Líster fue enviada de "maniobras" a Aragón, disolviendo oficialmente el Consejo de Aragón el 10 de agosto.
La disolución se llevó a cabo mediante una intervención militar que ocupó el pueblo de Caspe por sorpresa, para evitar una reacción. La Federación Local de Sindicatos de la CNT fue tomada por asalto, y las tropas de Líster destrozaron algunos de los objetos que en ella había. Se concentraron tanques y artillería en la salida de la ciudad. Se produjeron algunos enfrentamientos y hubo bajas. Joaquín Ascaso y los miembros anarquistas del CRDA fueron detenidos bajo varias acusaciones (entre otras, contrabando de joyas). Junto a ellos, otros 700 anarquistas fueron detenidos en Aragón.
Tras la disolución del Consejo y la detención de Ascaso, el Gobierno nombró a José Ignacio Mantecón como Gobernador General para gestionar el territorio republicano en las tres provincias aragonesas. Mantecón, antiguo miembro del Consejo y republicano de izquierdas, se convertía así en la nueva autoridad suprema. Los campesinos que habían logrado mantenerse al margen de las colectividades tomaron muchas de ellas por asalto, llevándose y repartiéndose todos los frutos y enseres que éstas tenían. Las oficinas del Comité Regional de la CNT fueron ocupadas y sus archivos y registros fueron confiscados por las autoridades republicanas. Mientras tanto, otras unidades militares de tendencia comunista ocuparon diversas colectividades del valle del Ebro y el alto Aragón. Por su parte, los dirigentes de la CNT pusieron el máximo empeño en evitar las ejecuciones de algunos anarquistas, pero en cambio aceptaron la disolución del Consejo de Aragón como un hecho consumado. Varios anarquistas fueron internados en prisiones bajo control republicano.

## Composición interna del gobierno

Reproducción del escudo del Consejo Regional de Defensa.

Inicialmente el Comité Regional cenetista, cuando se decidió a dar el paso de constituir el CRDA quedó constituido así: Presidencia: Joaquín Ascaso Budría; Justicia y Orden Público: Adolfo Ballano Bueno; Economía y Abastos: Adolfo Arnal Gracia; Agricultura: José Mavilla Villa; Transportes y Comunicaciones: Francisco Ponzán Vidal; Trabajo: Miguel Chueca Cuartero; Información y Propaganda: Miguel Jiménez Herrero; Instrucción Pública: José Alberola Navarro.  "Todos ellos pertenecían a la CNT aragonesa y habían militado largos años (más tiempo que los años transcurridos de régimen republicano), siendo bien conocidos en los medios sociales de Aragón."
A comienzos de 1937 esta era la composición del gobierno del Consejo de Aragón, que había variado mucho desde sus orígenes. La entrada de representantes de Izquierda Republicana, Unión General de Trabajadores y Partido Comunista de España era una medida gubernamental para tener influencia en las actividades del Consejo y poder, así, intentar tener un cierto control sobre estas. El siguiente gobierno del CRDA se publicó en el Boletín del CRDA el 21 de diciembre de 1936.
| Cargo                                     | Nombre                |     |  |
| ----------------------------------------- | --------------------- | --- |  |
| Presidente                                | Joaquín Ascaso        | CNT |  |
| Consejero de Orden Público                | Adolfo Ballano        | CNT |  |
| Consejero de Información y Propaganda     | Evaristo Viñuales     | CNT |  |
| Consejero de Agricultura                  | Adolfo Arnal          | CNT |  |
| Consejero de Trabajo                      | Miguel Chueca         | CNT |  |
| Consejero de Transportes y Comunicaciones | Luis Montoliu         | CNT |  |
| Consejero de Economía y Abastos           | Evelio Martínez       | CNT |  |
| Consejero de Justicia                     | José Ignacio Mantecón | IR  |  |
| Consejero de Hacienda                     | Jesús Gracia          | IR  |  |
| Consejero de Cultura                      | Manuel Latorre        | UGT |  |
| Consejero de Obras Públicas               | José Ruiz Borao       | UGT |  |
| Consejero de Sanidad y Asistencia Social  | José Duque            | PCE |  |
| Consejero de Industria y Comercio         | Custodio Peñarrocha   | PCE |  |
| Secretario General                        | Benito Pabón          |     |  |

## Historia y simbolismo de la bandera

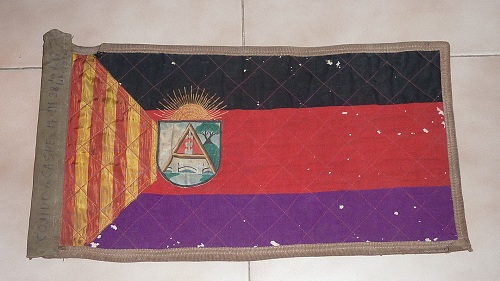
Banderín del Consejo

La primera noticia de la existencia de esta bandera fue en el mitin que dio Joaquín Ascaso el 4 de abril de 1937 en el cine  Coliseum de Barcelona. Al día siguiente es izada en el balcón de la Presidencia del Consejo y desfilan ante ella las fuerzas de seguridad del Consejo.La Vanguardia 6 de abril de 1937. En las memorias de Joaquín se señala como esta bandera no era privativa del Consejo de Aragón, sino que iba a ser la que sustituiría a la de las 4 barras. También el propio Ascaso la describe en el diario Nuevo Aragón número 66, de 6 de abril de 1937, periódico que se publica en Caspe entre el 20-1-1937 y el 11 de agosto del mismo año, “Portavoz del Consejo Regional de Defensa de Aragón”.
La bandera recoge un gran simbolismo representado a todas las fuerzas antifascistas: el rojo y negro (CNT), el rojo (UGT) y el morado (en alusión a los partidos del Frente Popular). En cuanto al escudo, aparecido por primera vez en el número 3 del diario Nuevo Aragón, de 22 de enero de 1937, se divide en 4 cuarteles por una "A" de Aragón, en los que se representan un olivo en relación con Teruel, el río Ebro de Zaragoza y los Pirineos de Huesca. La cadena rota del centro simboliza el nuevo y libre Aragón. Corona el  escudo un sol naciente, emblema del Aragón que brota sobre lo derruido por los enemigos de la libertad.

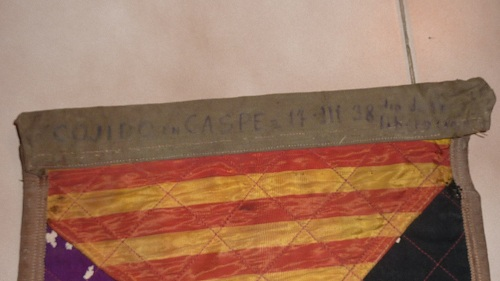
Inscripción al margen

En la actualidad las únicas banderas que se conocen de ese periodo son unos banderines que se encuentran en manos de un coleccionista privado de Vilasar de Dalt (Barcelona).
Una de ellas es lo que parece ser un banderín de coche oficial. En el banderín se puede observar la inscripción: “Cojida en Caspe, 17-3-38, año de la liberación”, este tipo de inscripciones las hacía el bando nacional como botín de guerra cuando tomaba alguna población del bando republicano.
Entre 2012 y 2013, apareció en un anticuario otra bandera, este anticuario había tenido la bandera en un arcón desde hace más de 40 años. La compró en la década de los 60 a un industrial textil catalán. Parece ser que este banderín nunca llegó a utilizarse, ni siquiera salió de la fábrica, quizá porque en el tiempo que transcurrió entre el encargo y la fabricación, el Consejo de Aragón había sido eliminado y nadie recogió el pedido. Uno de estos banderines estuvo expuesto en el Palacio de Sástago en una exposición llamada “Dicen que hay tierras al este”, muestra de los vínculos económicos y culturales entre Cataluña y Aragón, que se realizó del 19 de octubre de 2017 al 7 de enero de 2018.